# New world in the morning (single)
New world in the morning is een single van Roger Whittaker. Het is afkomstig van zijn album New world in the morning. Whittaker werd begeleid door Zack Lawrence. Het lied gaat over het feit dat het altijd morgen wordt, maar dat je niet moet afwachten tot morgen. Als je iets wil doen, moet je dat vandaag doen.

## Hitnotering
Het plaatje haalde de zeventiende plaats in de Britse single top 50, maar stond daar wel veertien weken in. De verkopen in België waren veel beter dan in Nederland.

### Nederlandse Top 40
| Positie: | 38 | 29 | 26 | 24 | 34 | uit |

### NederlandseDaverende 30
| Positie: | 25 | 24 | 27 | uit |

### BelgischeBRT Top 30
| Positie: | 19 | 16 | 15 | 10 | 6 | 9 | 13 | 23 | 30 | uit |

### VlaamseUltratop 30
| Positie: | 27 | 25 | 21 | 14 | 8 | 12 | 16 | 27 | uit |

### NPO Radio 2 Top 2000
New World in the Morning stond alleen in 1999 in de NPO Radio 2 Top 2000, op plek 1874.

## Cover
Er is een Nederlandse cover bekend. Gerard Cox zong het als Morgen wordt het beter. Het nummer is ook gecoverd door Julio Iglesias als "Hombre solitario".